# Канора (Саскачеван)
Канора (енгл. Canora) је варошица у источном делу канадске провинције Саскачеван. Насеље се налази на раскрсници провинцијских ауто-путева 5 и 9 на око 50 km северно од града Јорктона, односно око 60 km западно од админситративне границе са провинцијом Манитоба. 
Насеље је име добило захваљујући управи Канадске северне железнице захваљујући чијим активностима је само насеље и основано. Име варошице долази од комбинације почетна два слова из сваке речи имена те железничке компаније (Canadian Northern Railway). Железничка станица саграђена давне 1904. године убраја се у најстарије објекте тог типа у провинцији који су још увек у функцији.

## Демографија
Према резултатима пописа становништва из 2011. у варошици је живело 2.219 становника у 1.166 домаћинстава, што је за 10,2% више у односу на 2.013 житеља колико је регистровано приликом пописа 2006. године.
| 2001. | 2006. | 2011. |
| ----- | ----- | ----- |
| 2.200 | 2.013 | 2.219 |